# Esdeveniment del límit Cenomanià-Turonià
L'esdeveniment del límit Cenomanià-Turonià, també conegut com a extinció Cenomaniana-Turoniana, esdeveniment anòxic oceànic Cenomanià-Turonià (OAE 2), i conegut també com a esdeveniment Bonarelli, va ser un dels dos esdeveniments d'extinció anòxic del període Cretaci (l'altre anterior és l'esdeveniment Selli, o OAE 1a, a l'Aptià).
L'esdeveniment anòxic oceànic Cenomanià-Turonià es considera l'esdeveniment anòxic oceànic veritablement global més recent de la història geològica de la Terra. [Selby et al. 2009] va concloure que l'OAE 2 es va produir fa aproximadament 91,5 ± 8,6 Ma, tot i que les estimacions publicades per [Leckie et al. 2002] es donen com a 93-94 Ma. El límit Cenomanià-Turonià s'ha refinat el 2012 fins a 93,9 ± 0,15 Ma.
Hi va haver una gran pertorbació del cicle del carboni durant aquest període, indicada per una gran excursió positiva d'isòtops de carboni. Tanmateix, a part de la pertorbació del cicle del carboni, també hi va haver grans pertorbacions en els cicles del nitrogen,[13] de l'oxigen, del fòsfor,[15][16][17] del sofre[18] i del ferro de l'oceà.

## Antecedents
D'Orbigny va observar per primera vegada les etapes del Cenomanià i el Turonià entre 1843 i 1852. La secció de tipus global d'aquest límit es troba al membre de pedra calcària Bridge Creek de la formació Greenhorn, prop de Pueblo (Colorado, Estats Units d'Amèrica), que es troba amb la signatura orbital de Milanković. Aquí, es mostra clarament un esdeveniment d'isòtops de carboni positiu, tot i que no hi ha cap esquist negre característic i ric en matèria orgànica. S'ha estimat que el canvi d'isòtop va durar aproximadament 850.000 anys més que l'esdeveniment de l'esquist negre, que pot ser la causa d'aquesta anomalia a la secció tipus Colorado. Un interval OAE2 significativament ampliat del sud del Tibet documenta estructures completes, més detallades i a escala més fina de l'excursió d'isòtops de carboni positius que conté múltiples etapes d'isòtops de carboni a curt termini que sumen una durada total de 820 ± 25 ka.
El límit també es coneix com esdeveniment Bonarelli a causa de la capa d'1 a 2 metres d'esquist negre gruixut que marca el límit i que va ser estudiat per primera vegada per Guido Bonarelli l'any 1891. Es caracteritza per esquists negres intercalats, sílex i intervals radiolaris de 400.000 anys. En aquest nivell de Bonarelli no existeixen foraminífers planctònics, i la presència de radiolaris en aquesta secció indica una productivitat relativament alta i una disponibilitat de nutrients. A la Via Marítima Interior Occidental, l'esdeveniment de límit Cenomanià-Turonià s'associa amb la zona bentònica, caracteritzada per una densitat més alta de foraminífers bentònics en relació amb els foraminífers planctònics, tot i que el moment de l'aparició de la zona bentònica no és uniformement sincrònic amb l'inici de l'esdeveniment anòxic oceànic i, per tant, no es pot demarcar de manera consistent.

## Esdeveniment Cenomanià-Turonià

### Cronologia
Els patrons de biodiversitat dels foraminífers planctònic indiquen que l'extinció del Cenomanià-Turonià es va produir en cinc fases.
- La fase I, que va tenir lloc entre 313.000 i 55.000 anys abans de l'inici de l'esdeveniment anòxic, va presenciar una columna d'aigua estratificada i una gran diversitat de foraminífers planctònics, cosa que suggereix un medi marí estable.[15]
- La fase II, caracteritzada per importants pertorbacions ambientals, va durar des de 55.000 anys abans de l'OAE2 fins al seu inici i va presenciar un descens de rotalipòrids i heterohelicids, un zenit d'eschackoinids i hedbergèlids, un «eclipsi de les formes grans» durant el qual els foraminífers que superaven les 150 micres van començar a desaparèixer. Aquesta fase també va veure una zona mínima d'oxigen millorada i una major productivitat a les aigües superficials.[15]
- La fase III va durar entre 100.000 i 900.000 anys i va ser coincident amb la deposició del nivell Bonarelli i va mostrar una àmplia proliferació de radiolaris, indicatiu de condicions extremadament eutròfiques.[15]
- La fase IV va durar al voltant de 35.000 anys i va ser més notable per l'augment de l'abundància d'hedbergèlids i schackoinids, sent extremadament similar a la fase II, amb la principal diferència que els rotaliporids estaven absents de la fase IV.[15]
- La fase V va ser un interval de recuperació que va durar 118.000 anys i va marcar el final de «l'eclipsi de les formes grans» que va començar a la fase II; els heterohelicids i els hedbergèlids van romandre en abundància durant aquesta fase, cosa que indica una pertorbació ambiental continuada durant aquesta fase.[15]

### Causes
Una possible causa d'aquest esdeveniment és el vulcanisme suboceànic, possiblement la gran província ígnia del Carib, amb una activitat augmentada aproximadament 500.000 anys abans. Durant aquest període, la taxa de producció de l'escorça va assolir el seu nivell més alt durant 100 milions d'anys. Això va ser causat en gran manera per la fusió generalitzada dels plomalls de mantell calent sota l'escorça oceànica, a la base de la litosfera. Això pot haver provocat l'engrossiment de l'escorça oceànica als oceans Pacífic i Índic. El vulcanisme resultant hauria enviat grans quantitats de diòxid de carboni a l'atmosfera, provocant un augment de les temperatures globals. Dins dels oceans, l'emissió de SO₂, H₂S, CO₂ i halògens hauria augmentat l'acidesa de l'aigua, provocant la dissolució del carbonat i un altre alliberament de diòxid de carboni. Quan l'activitat volcànica va disminuir, aquest efecte hivernacle fugitiu probablement s'hauria revertit. L'augment del contingut de CO₂ dels oceans podria haver augmentat la productivitat orgànica a les aigües superficials dels oceans. El consum d'aquesta vida orgànica recentment abundant per part de bacteris aeròbics produiria anòxia i extinció massiva. Els nivells elevats resultants d'enterrament de carboni explicarien la deposició d'esquist negre a les conques oceàniques.

#### Les grans províncies ígnies i la seva possible contribució
Diversos esdeveniments independents relacionats amb les grans províncies ígnies (LIP) es van produir durant l'època de l'OAE2. En el període que va des de fa uns 95 a 90 milions d'anys, es van produir dos esdeveniments LIP separats; el Madagascar i el Carib-Colombià. S'han trobat traces de metalls com el crom (Cr), l'escandi (Sc), el coure (Cu) i el cobalt (Co) al límit Cenomanià-Turonià, fet que suggereix que un LIP podria haver estat una de les principals causes bàsiques implicades en la contribució de l'esdeveniment. El moment de la màxima de concentració de metalls traça coincideix amb la meitat de l'esdeveniment anòxic, cosa que suggereix que els efectes dels LIPs poden haver-se produït durant l'esdeveniment, però potser no haver iniciat l'esdeveniment. Altres estudis van relacionar els isòtops de plom (Pb) de l'OAE-2 amb els LIP caribeny-colombià i de Madagascar. Un estudi de modelització realitzat el 2011 va confirmar que és possible que un LIP hagi iniciat l'esdeveniment, ja que el model va revelar que la quantitat màxima de desgasificació de diòxid de carboni a partir de la desgasificació de LIP volcànica podria haver donat lloc a més del 90% d'anòxia oceànica global.
Tot i que l'enterrament de carboni orgànic a gran escala va actuar com un bucle de retroalimentació negativa que va mitigar parcialment els efectes d'escalfament de la descàrrega volcànica de diòxid de carboni, donant lloc a l'esdeveniment Plenus Cool durant la biozona europea de l'amonita Metoicoceras geslinianum durant la qual les temperatures mitjanes globals van caure més de 4 °C, va ser insuficient per aturar completament l'augment de les temperatures globals. Aquesta retroalimentació negativa es va anul·lar finalment, ja que les temperatures globals van continuar augmentant en sincronia amb l'alliberament volcànic continuat de diòxid de carboni després de l'esdeveniment Plenus Cool.

#### Cicles de Milanković
S'ha plantejat la hipòtesi que l'esdeveniment del límit Cenomanià-Turonià es va produir durant un període de molt baixa variabilitat en la insolació de la Terra, que s'ha teoritzat com el resultat de nodes coincidents en tots els paràmetres orbitals. Excepte pertorbacions caòtiques a les òrbites de la Terra i de Mart, l'ocurrència simultània de nodes d'excentricitat orbital, precessió axial i obliqüitat a la Terra es produeix aproximadament cada 2,45 milions d'anys.
Nombrosos altres esdeveniments anòxics oceànics es van produir al llarg de les condicions extremadament càlides d'hivernacle del Cretaci mitjà, i s'ha suggerit que aquests esdeveniments anòxics oceànics del Cretaci mitjà es van produir cíclicament d'acord amb els patrons del cicle orbital.
S'ha argumentat que l'esdeveniment mig Cenomanià (MCE), que es va produir a la biozona dels foraminífers planctònics Rotalipora cushmani, és un altre exemple que recolza aquesta hipòtesi d'esdeveniments anòxics oceànics regulars governats pels cicles de Milanković. El MCE va tenir lloc aproximadament 2,4 milions d'anys abans de l'esdeveniment anòxic oceànic Cenomanià-Turonià, aproximadament en el moment en què s'esperaria que es produís un esdeveniment anòxic donat aquest cicle.

#### Millora del reciclatge de fòsfor
Un estudi de 2022 va trobar que la mineralització del fòsfor del fons marí en apatita es va inhibir pel pH significativament més baix de l'aigua de mar i temperatures molt més càlides durant el Cenomanià i el Turonià en comparació amb l'actualitat, cosa que significava que es va reciclar significativament més fòsfor a l'aigua de l'oceà després de ser dipositat al fons del mar durant aquest temps. Això hauria intensificat un bucle de retroalimentació positiva en què el fòsfor es recicla més ràpidament en aigua de mar anòxica en comparació amb l'aigua rica en oxigen, que al seu torn fertilitza l'aigua, provoca una major eutrofització i esgota encara més l'oxigen de l'aigua de mar..

#### Pujada del nivell del mar
Una transgressió marina a l'últim Cenomanià va provocar un augment de la profunditat mitjana de l'aigua, fent que l'aigua de mar es tornés menys eutròfica als mars epicontinentals poc profunds. S'ha suggerit que les rotacions de la biota marina en aquests mars epicontinentals es deuen més a canvis en la profunditat de l'aigua que a l'anòxia.

### Efectes
L'esdeveniment va provocar l'extinció dels pliosaures i la majoria dels ictiosaures. Alguns autors van interpretar que els coracoides de l'era del Maastrichtià pertanyien a ictiosaures, però des d'aleshores s'han interpretat com a elements plesiosaures. Tot i que la causa encara és incerta, el resultat va deixar escassetat d'oxigen als oceans de la Terra durant gairebé mig milió d'anys, provocant l'extinció d'aproximadament el 27% dels invertebrats marins, inclosos certs foraminífers planctònics i bentònics, mol·luscs, bivalves, dinoflagel·lats i nannofòssils calcaris. La pertorbació ambiental global que va provocar aquestes condicions va augmentar les temperatures atmosfèriques i oceàniques. Els sediments límit mostren un enriquiment d'elements traça i contenen valors elevats de δ13C.

#### L'excursió de l'isòtop δ13C
L'excursió positiva de l'isòtops δ13C que es troba al límit Cenomanià-Turonià és un dels principals esdeveniments d'isòtops de carboni del Mesozoic. Representa una de les pertorbacions més grans en el cicle mundial del carboni dels darrers 110 milions d'anys. Aquesta excursió d'isòtops δ13C indica un augment significatiu de la taxa d'enterrament de carboni orgànic, cosa que indica la deposició i preservació generalitzada de sediments rics en carboni orgànic i que l'oceà estava esgotat d'oxigen en aquell moment. Dins de l'excursió positiva d'isòtops de carboni, es documenta la variabilitat d'isòtops de carboni a escala d'excentricitat curta en un interval OAE2 significativament ampliat des del sud del Tibet.

#### Canvis en la biodiversitat oceànica i les seves implicacions
Les alteracions en la diversitat de diverses espècies d'invertebrats marins com els nannofòssils calcaris indiquen una època en què els oceans eren càlids i oligotròfics, en un entorn amb màxims curts de productivitat seguits de períodes llargs de baixa fertilitat. Un estudi realitzat al límit Cenomanià-Turonià de Wunstorf (Alemanya), revela el domini poc característic d'una espècie nannofòssil calcària, Watznaueria, present durant l'esdeveniment. A diferència de les espècies de Biscutum, que prefereixen les condicions mesotròfiques i generalment eren l'espècie dominant abans i després de l'esdeveniment del límit C/T, les espècies de Watznaueria prefereixen condicions càlides i oligotròfiques.
A l'època també hi havia abundància màxima dels grups d'algues verdes Botryococcus i prasinòfits, coincidint amb la sedimentació pelàgica. L'abundància d'aquests grups d'algues està fortament relacionada amb l'augment tant de la deficiència d'oxigen a la columna d'aigua com del contingut total de carboni orgànic. L'evidència d'aquests grups d'algues suggereix que hi va haver episodis d'estratificació haloclina de la columna d'aigua durant el temps. També es va trobar una espècie de dinoquist d'aigua dolça, Bosedinia, a les roques de l'època i aquestes suggereixen que els oceans havien reduït la salinitat.